# 오토 카리우스
오토 카리우스(Otto Carius, 1922년 5월 27일 ~ 2015년 1월 24일)는 독일 국방군 육군의 기갑사단 소속 전차장으로, 제2차 세계 대전 때 적 전차 150대 이상을 격파한 전차 에이스 지휘관이다. 혁혁한 전공으로, 전장에서 대단한 용기를 발휘한 자 또는 훌륭한 군사적 지도력을 발휘한 자에게 수여되는 곡엽 기사십자 철십자장을 서훈받았다.
카리우스는 두 번 입대를 지원했으나, 체중 미달로 두 번 다 탈락했다. 우여곡절 끝에 1940년 5월에 겨우 입대하여 제 104 보병보충대대에 배치되었다. 훈련 과정에서 카리우스는 기갑병과를 지망했다. 홀슈타인의 푸틀로스에서 제7기갑보충대대 소속이 되어 기갑전의 기초를 학습했다.
1941년 6월, 카리우스의 부대는 새로 조직된 제21기갑사단에 편입되어 동프로이센으로 출발했다. 카리우스는 1941년 6월 말 하사관 계급의 사관생도로 복무 중이던 바르바로사 작전 당시 38(t) 전차의 탄약수로 첫 실전 경험을 했다. 이 때 탑승하고 있던 38t 전차가 피탄당해 중경상을 입었다.
1943년, 카리우스는 독일 제502중전차대대로 전출되었다. 이 부대는 레닌그라드 및 에스토니아 나르바 등지에서 6호 티거 전차를 가지고 보병들과 함께 소련군과 싸웠다(나르바 전투). 잠시 무장친위대 외인부대 사단과 협동해서 소련군과 싸워보기도 하였다. 60톤이 나가는 6호 전차는 상당히 다루기 힘들었다고 전해진다. 그가 근무하던 중대에는 카리우스 말고도 하사관 계급의 전차 에이스 지휘관들이 많았다. 1944년 7월 24일에 아군 전차보다 앞서 중대에 마지막 하나 남은 오토바이로 운전병과 함께 마을을 정찰하던 카리우스는 소련군에게 기습 공격을 당해 심한 부상을 당했다. 당시 카리우스 소위는 제 502전차대대 제2중대장 권한대행을 맡고 있었는데, 정식 중대장으로 임명받은 바로 그 날에 팔다리에 관통상, 등에 4발, 목에 1발이라는 치명상을 입었다. 그 뒤에는 1945년에 서부전선에서 제512중구축전차대대의 야크트티거 중대 중대장이 되었다. 이 중대는 발터 모델 원수가 지휘하는 B집단군 소속이었다. 1945년 3월 8일, 훈련을 끝마친 카리우스의 2중대는 곧장 지크부르크 근교 최전선으로 향했다. 중대는 라인강 방위선을 담당했으며, 1945년 4월 15일에 미국 육군에게 최종 항복했다. 이후 모델 원수는 숲 속에서 미군에게 체포되기 직전 권총으로 자살을 하였다.
전쟁이 끝난 뒤에는 하이델베르크 대학교에서 약학을 공부한 후 라인란트팔츠주의 헤르슈바일러페테르쉐임에서 티거 전차의 이름을 딴 호랑이 약국(독일어: Tiger Apotheke 티거 아포테커[*])을 개업해서 2011년까지 운영했다. 자신의 전쟁 경험을 서술한 자서전 《진흙 속의 호랑이》("Tiger im Schlamm")를 저술했다.
2015년 1월 24일에 향년 94세의 나이로 사망하였다.

## 서훈 내역
전상장 은장
전상장 금장
2급 철십자 훈장
1급 철십자 훈장
기사십자 철십자장
곡엽 기사십자 철십자장

## 같이 보기
- 미하엘 비트만
- 쿠르트 크니슈펠